# Ijoseb Lipartelijani
Ijoseb Lipartelijani v Gruzii známější jako Soso Lipartelijani (* 3. února 1971) je bývalý gruzínský zápasník–judista a sambista svanského původu, bronzový olympijský medailista z roku 1996.

## Sportovní kariéra
Patřil k prvním judistickým reprezentantům samostatné Gruzie od jejího přijetí do IJF od roku 1993. Startoval v polostřední váze do 78 kg. Po zisku druhého místa na mistrovství Evropy v Athénách však byl pozitivně testován na doping a dostal dvouletý zákaz startu. Během zákazu se věnoval příbuznému neolympijskému sportu sambo, na který se zákaz nevztahoval.
V roce 1996 startoval na olympijských hrách v Atlantě, kde prohrál ve druhém kole s jižním Korejcem Čo In-čcholem na ippon technickou o-goši. Přes opravy se probojoval do souboje o třetí místo proti Němci Stefanu Dottovi. Neuběhlo ani 20 vteřin souboje o třetí místo, když Dotta strhem uki-waza poslal na ippon a získal bronzovou olympijskou medaili. Sportovní kariéru ukončil po nevydařené kvalifikaci na olympijské hry v Sydney, kde Gruzie neměla v polostřední váze zastoupení. Věnuje se trenérské práci.

## Výsledky

### Judo
| Turnaj             | 1993             | 1994             | 1995             | 1996             | 1997             | 1998             | 1999             |
| Turnaj             | 22               | 23               | 24               | 25               | 26               | 27               | 28               |
| Turnaj             | polostřední váha | polostřední váha | polostřední váha | polostřední váha | polostřední váha | polostřední váha | polostřední váha |
| ------------------ | ---------------- | ---------------- | ---------------- | ---------------- | ---------------- | ---------------- | ---------------- |
| Olympijské hry     |                  |                  |                  | 3.               |                  |                  |                  |
| Mistrovství světa  | X                |                  | 7.               |                  | úč.              |                  | úč.              |
| Mistrovství Evropy | 2.               | X                | úč.              | úč.              | úč.              | úč.              | 5.               |